# Joachim Wolff (Schauspieler)
Joachim Wolff (* 22. Juli 1920 in Stargard in Pommern; † 30. November 2000) war ein deutscher Schauspieler und Sprecher.

## Leben
Wolff wurde von dem Hamburger Theaterleiter und Schauspieler Helmuth Gmelin ausgebildet. Danach folgten Engagements an verschiedenen Bühnen, unter anderem in Hamburg, Bremen und Lübeck. Er war auch für den Hörfunk tätig und arbeitete für den Schulfunk des NDR. Ab den 1950er-Jahren wurde der Mann mit dem Igel-Haarschnitt durch zahlreiche Filmrollen populär, bekam aber nie eine größere Hauptrolle. Bekannt wurde er im Fernsehen in der ersten deutschen Familienserie Familie Schölermann, in der er den „Onkel Eduard“ spielte. Danach war Wolff häufig in Serien wie Der Landarzt, Großstadtrevier, Stahlnetz, Dem Täter auf der Spur oder Rivalen der Rennbahn zu sehen. Aber auch hier stand er immer in der „zweiten Reihe“. Durch seine markante Stimme, die er beliebig verstellen konnte, war er als Hörspielsprecher sehr gefragt. Wolff hatte unzählige Auftritte beim Hamburger Label Europa und wirkte in Produktionen wie Die drei ???, TKKG, der Gruselserie oder Pitje Puck mit. 
Seine letzte Ruhe fand er auf dem Friedhof Bernadottestraße in Hamburg.

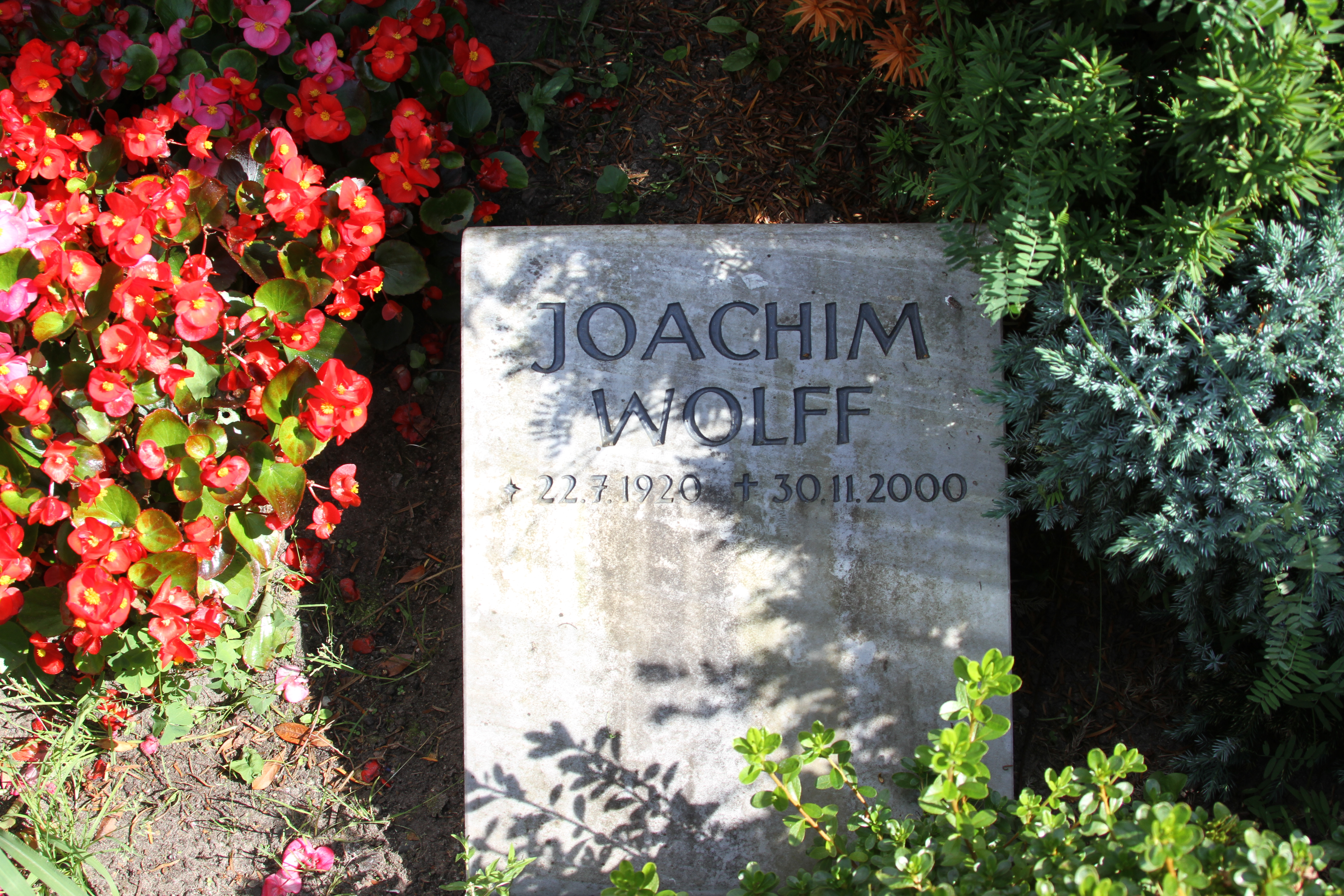
Grabstein von Joachim Wolff

## Filmografie (Auswahl)
- 1950: Mädchen mit Beziehungen, auch Paulchen setzt sich durch
- 1951: Die verschleierte Maja
- 1952: Die Diebin von Bagdad
- 1954: Familie Schölermann
- 1955: Der falsche Adam
- 1956: Die Ehe des Dr. med. Danwitz
- 1956: Der Hauptmann von Köpenick
- 1957: Glücksritter
- 1957: Die Zürcher Verlobung
- 1959: Der Rest ist Schweigen
- 1960: Mit 17 weint man nicht
- 1960: Pension Schöller
- 1961: Die toten Augen von London
- 1963: Hafenpolizei (Fernsehserie) – Mord an Bord
- 1964: Das wissen die Götter (Fernsehserie, zwei Folgen)
- 1965: Stahlnetz: Nacht zum Ostersonntag
- 1966: Hafenpolizei (Fernsehserie) – Taschendiebe
- 1967: Der Lügner und die Nonne
- 1968: Stahlnetz: Ein Toter zuviel
- 1969: Die Engel von St. Pauli
- 1974: Hamburg Transit – Schulfrei
- 1974: Wenn Mädchen aus der Schule plaudern
- 1975: Der Stechlin
- 1976: Pariser Geschichten
- 1978: Onkel Bräsig
- 1979: Kümo Henriette
- 1981: Der Fuchs von Övelgönne – Lotse im Nebel
- 1987: Der Landarzt (Fernsehserie) – Unterlassene Hilfeleistung
- 1987: Der Landarzt (Fernsehserie) – Eike greift ein
- 1987: Der Landarzt (Fernsehserie) – Ein neuer Flirt
- 1988: Auch das noch (Fernsehserie) – Der Schatz
- 1989: Rivalen der Rennbahn
- 1989: Die Männer vom K3 (Fernsehserie) – Diamanten machen Freunde
- 1989: Der Landarzt (Fernsehserie) – Familienleben
- 1989: Großstadtrevier: Eine böse Überraschung

## Hörspiele
- Die drei ??? ...und der Fluch des Rubins (Folge 5, als Mr Dwiggins)
- Die drei ??? ...und der sprechende Totenkopf (Folge 6, als Gulliver)
- Die drei ??? ...und die rätselhaften Bilder (Folge 9, als Armand Marechal)
- Die drei ??? ...und die flüsternde Mumie (Folge 10, als Achmed)
- Die drei ??? ...und das Bergmonster (Folge 14, als Richardsen)
- Die drei ??? ...und die Geisterinsel (Folge 18, als Sam)
- Die drei ??? ...und das Narbengesicht (Folge 31, als Nachrichtensprecher)
- Fünf Freunde ...verfolgen die Strandräuber (Folge 7, als Sid)
- Fünf Freunde ...machen eine Entdeckung (Folge 14, als Lukas)
- TKKG Die Jagd nach den Millionendieben (Folge 1, als Dr. Pauling)
- TKKG Das leere Grab im Moor (Folge 3, als Funke)
- TKKG Das Paket mit dem Totenkopf (Folge 4, als Oberst Grewe)
- TKKG Die Rache des Bombenlegers (Folge 21, als Paul Riebesiel & Eduard von Simböck)
- TKKG In den Klauen des Tigers (Folge 22, als Kommissar Blüchel)
- Die Gruselserie Das Duell mit dem Vampir (Folge 6, als Doktor)
- Die Gruselserie Die Insel der Zombies (Folge 17, als Diener Eric)
- In 80 Tagen um die Welt (Europa Hörspiel von 1976, als Diener Passepartout)
- Larry Brent (Folge 7, als Sir David Dodgenkeem alias Richard Burling)[1]
- Tim und Struppi (Maritim-Produktion von 1984, 9 Folgen, als Professor Bienlein)
- Pille und Pulle (Europa Hörspiel von 1979, als Pille)
- Pitje Puck (Folgen 5/7/9, als Schneider Langstich)